# Sylvia mystacea
Sylvia mystacea là một loài chim trong họ Sylviidae.